# رده‌های رایانه
رایانه‌ها می‌توانند از راه‌های مختلف رده‌بندی شوند و انواع آن‌ها مشخص شود. برخی از این رده بندی‌ها متداول رایانه‌های دیجیتال در زیر خلاصه شده‌ است. برای رده بندی‌های دیگر مشاهده کنید دسته‌بندی: رده های رایانه‌ها.

## رده بندی بر حسب اندازه
| \| \| \| \| \| \| \| \| \| \| \| \| \| \| \| کامپیوتر \| \| \| \| \| \| \| \| \| \| \| \| \| \| \| \| \| \| \| \| \| \| \| \| \| \| \| \| \| \| \| \| \| \| \| \| \| \| \| \| \| \| \| \| \| \| \| \| \| \| \| \| \| \| \| \| \| \| \| \| \| \| \| \| \| \| \| \| \| \| \| \| \| \| \| \| \| \| \| \| \| \| \| \| \| \| \| \| \| \| \| \| \| \| \| \| \| \| \| \| \| \| \| \| \| \| \| \| \| \| \| \| \| \| \| \| \| \| \| \| \| آنالوگ \| آنالوگ \| آنالوگ \| آنالوگ \| آنالوگ \| آنالوگ \| \| \| ترکیبی \| ترکیبی \| ترکیبی \| ترکیبی \| ترکیبی \| ترکیبی \| \| \| دیجیتال \| دیجیتال \| دیجیتال \| دیجیتال \| دیجیتال \| دیجیتال \| \| \| \| \| \| \| \| \| \| \| \| \| \| \| \| \| \| \| \| \| \| آنالوگ \| آنالوگ \| آنالوگ \| آنالوگ \| آنالوگ \| آنالوگ \| \| \| ترکیبی \| ترکیبی \| ترکیبی \| ترکیبی \| ترکیبی \| ترکیبی \| \| \| دیجیتال \| دیجیتال \| دیجیتال \| دیجیتال \| دیجیتال \| دیجیتال \| \| \| \| \| \| \| \| \| \| \| \| \| \| \| \| \| \| \| \| \| \| \| \| \| \| \| \| \| \| \| \| \| \| \| \| \| \| \| \| \| \| \| \| \| \| \| \| \| \| \| \| \| \| \| \| \| \| \| \| \| \| \| \| \| \| \| \| \| \| \| \| \| \| \| \| \| \| \| \| \| \| \| \| \| \| \| \| \| \| \| \| \| \| \| \| \| \| \| \| \| \| \| \| سوپر رایانه‌ها \| سوپر رایانه‌ها \| سوپر رایانه‌ها \| سوپر رایانه‌ها \| سوپر رایانه‌ها \| سوپر رایانه‌ها \| \| \| رایانه‌های بزرگ \| رایانه‌های بزرگ \| رایانه‌های بزرگ \| رایانه‌های بزرگ \| رایانه‌های بزرگ \| رایانه‌های بزرگ \| \| \| رایانه‌های موبایلی \| رایانه‌های موبایلی \| رایانه‌های موبایلی \| رایانه‌های موبایلی \| رایانه‌های موبایلی \| رایانه‌های موبایلی \| \| \| رایانه‌های کوچک \| رایانه‌های کوچک \| رایانه‌های کوچک \| رایانه‌های کوچک \| رایانه‌های کوچک \| رایانه‌های کوچک \| \| \| رایانه‌های بسیار کوچک (میکرو) \| رایانه‌های بسیار کوچک (میکرو) \| رایانه‌های بسیار کوچک (میکرو) \| رایانه‌های بسیار کوچک (میکرو) \| رایانه‌های بسیار کوچک (میکرو) \| رایانه‌های بسیار کوچک (میکرو) \| \| \| |  |               |               |               |               |               |               |        |        |                |                |                |                |                |                |        |        |                   |                   |                   |                   |                   |                   |         |         |                |                |                |                |                |                |  |  |                              |                              |                              |                              |                              |                              |  |  |
| یادداشت: |  |               |               |               |               |               |               |        |        |                |                |                |                |                |                |        |        |                   |                   |                   |                   |                   |                   |         |         |                |                |                |                |                |                |  |  |                              |                              |                              |                              |                              |                              |  |  |
| |  |               |               |               |               |               |               |        |        |                |                |                |                | کامپیوتر       |                |        |        |                   |                   |                   |                   |                   |                   |         |         |                |                |                |                |                |                |  |  |                              |                              |                              |                              |                              |                              |  |  |
| |  |               |               |               |               |               |               |        |        |                |                |                |                |                |                |        |        |                   |                   |                   |                   |                   |                   |         |         |                |                |                |                |                |                |  |  |                              |                              |                              |                              |                              |                              |  |  |
| |  |               |               |               |               |               |               |        |        |                |                |                |                |                |                |        |        |                   |                   |                   |                   |                   |                   |         |         |                |                |                |                |                |                |  |  |                              |                              |                              |                              |                              |                              |  |  |
| |  |               |               |               |               | آنالوگ        | آنالوگ        | آنالوگ | آنالوگ | آنالوگ         | آنالوگ         |                |                | ترکیبی         | ترکیبی         | ترکیبی | ترکیبی | ترکیبی            | ترکیبی            |                   |                   | دیجیتال           | دیجیتال           | دیجیتال | دیجیتال | دیجیتال        | دیجیتال        |                |                |                |                |  |  |                              |                              |                              |                              |                              |                              |  |  |
| |  |               |               |               |               | آنالوگ        | آنالوگ        | آنالوگ | آنالوگ | آنالوگ         | آنالوگ         |                |                | ترکیبی         | ترکیبی         | ترکیبی | ترکیبی | ترکیبی            | ترکیبی            |                   |                   | دیجیتال           | دیجیتال           | دیجیتال | دیجیتال | دیجیتال        | دیجیتال        |                |                |                |                |  |  |                              |                              |                              |                              |                              |                              |  |  |
| |  |               |               |               |               |               |               |        |        |                |                |                |                |                |                |        |        |                   |                   |                   |                   |                   |                   |         |         |                |                |                |                |                |                |  |  |                              |                              |                              |                              |                              |                              |  |  |
| |  |               |               |               |               |               |               |        |        |                |                |                |                |                |                |        |        |                   |                   |                   |                   |                   |                   |         |         |                |                |                |                |                |                |  |  |                              |                              |                              |                              |                              |                              |  |  |
| |  | سوپر رایانه‌ها | سوپر رایانه‌ها | سوپر رایانه‌ها | سوپر رایانه‌ها | سوپر رایانه‌ها | سوپر رایانه‌ها |        |        | رایانه‌های بزرگ | رایانه‌های بزرگ | رایانه‌های بزرگ | رایانه‌های بزرگ | رایانه‌های بزرگ | رایانه‌های بزرگ |        |        | رایانه‌های موبایلی | رایانه‌های موبایلی | رایانه‌های موبایلی | رایانه‌های موبایلی | رایانه‌های موبایلی | رایانه‌های موبایلی |         |         | رایانه‌های کوچک | رایانه‌های کوچک | رایانه‌های کوچک | رایانه‌های کوچک | رایانه‌های کوچک | رایانه‌های کوچک |  |  | رایانه‌های بسیار کوچک (میکرو) | رایانه‌های بسیار کوچک (میکرو) | رایانه‌های بسیار کوچک (میکرو) | رایانه‌های بسیار کوچک (میکرو) | رایانه‌های بسیار کوچک (میکرو) | رایانه‌های بسیار کوچک (میکرو) |  |  |

### ریز رایانه‌ها (رایانه‌های شخصی)
ریز رایانه‌ها به رایج‌ترین نوع رایانه‌ها در اواخر قرن ۲۰ تبدیل شدند. اصطلاح «میکرو رایانه» با ظهور سیستم‌های مبتنی بر ریز پردازنده‌های تک تراشه معرفی شد. بهترین سیستم پیشگام شناخته شده Altair 8800 بود که در سال ۱۹۷۵ معرفی شد. با اصطلاح «میکرو کامپیوتر» عملاً مانند یک آناکرونیسم برخورد می‌شود.
این رایانه‌ها عبارتند از:
- رایانه‌های رومیزی - این نوع رایانه‌ها دارای یک کیس (Case)که زیر یا روی یک میز قرار می‌گیرد هستند که بسته به نوع استفاده از، صفحه نمایش آن ممکن است اختیاری باشد. اندازه case ممکن است بسته به گسترش اسلات‌ها (slot)ی مورد نیاز، متفاوت باشد. رایانه‌های بسیار کوچک از این نوع ممکن است به‌طور یکپارچه در مانیتور قرار گیرند.
- رایانه‌های رکمونت - کیس‌های این رایانه‌ها در قفسه‌های ۱۹ اینچی جای می‌گیرند. ممکن است این کیس‌ها با فضا بهینه‌سازی شوند و بسیار هم مسطح باشند. ممکن است که صفحه نمایش، صفحه کلید و ماوس اختصاصی برای آن‌ها وجود نداشته باشد، اما به جای آن، یک سوئیچ KVM یا کنترل از راه دور (از طریق LAN یا دیگر وسایل) برای دسترسی به کنسول ساخته شده باشد.
- رایانه‌های درون-خودرویی (carputers) - این نوع از رایانه‌ها در اتومبیل‌ها تعبیه شده و برای سرگرمی، ناوبری(Navigation) و غیره ساخته شده‌اند.
- کنسول‌های بازی - این نوع از رایانه‌ها رایانه‌های ثابتی هستند که به‌طور خاص برای سرگرمی (مانند بازی‌های ویدئویی) ساخته شده‌اند.

ریز رایانه‌های کوچکتر هم وجود دارند که به آن‌ها تلفن همراه گفته می‌شود مانند:
- لپ تاپ‌ها و نوت بوک‌ها - این نوع از ریز رایانه‌ها قابل حمل هستند و همه در یک case قرار دارند.
- تبلت‌ها - مانند لپ تاپ‌ها هستند، اما دارای صفحه نمایش لمسی اند که به‌طور کامل جایگزین صفحه کلید فیزیکی شده‌ است.
- گوشیهای هوشمند، کتاب‌های هوشمند، PDAها و رایانه‌های جیبی - به رایانه‌های دستی کوچک با سخت‌افزار محدود گفته می‌شود.
- ماشین حساب قابل برنامه‌ریزی - مانند دستگاه‌های دستی کوچک، که برای کارهای ریاضی بسیار کاربرد تخصصی دارند.
- کنسول بازی دستی - همانند کنسول‌های بازی هستند، اما با این تفاوت که کوچک و قابل حمل هستند.

### رایانه های کوچک (رایانه‌های متوسط)
مینی رایانه‌ها (که به‌طور عام به آن‌ها مینی‌ها نیز گفته می‌شود.) یک رده از رایانههای چند کاربره هستند که بین کوچکترین رایانه‌های اصلی و بزرگترین سیستم‌های تک کاربره (ریز رایانه‌ها یا رایانه‌های شخصی) در محدوده وسط طیف محاسبات در رایانه‌ها قرار دارند. در گذشته، اصطلاح فوق ریز رایانه یا همان فوق ریز، برای تشخیص قدرتمندترین مینی رایانه‌هایی که به سیستم عامل اصلی متصل می‌شوند استفاده می‌شد. فوق ریزه‌ها (به انگلیسی: Superminis)، (مانند DEC VAX یا Data General Eclipse MV / 8000) در زمانیکه اکثر مینی رایانه‌ها (مانند PDP-11 یا Data General Eclipse IBM Series / 1) شانزده بیتی بودند، معمولاً ۳۲ بیتی بودند. این مینی رایانه‌های سنتی در چند دههٔ گذشتهٔ قرن بیستم، در کسب و کارهای کوچک و متوسط آزمایشگاه‌ها هستند که در مثلا اسکنر های CAT‌ها در بیمارستان‌ها جاسازی شده‌اند و اغلب روی پایه و به یک یا چند ترمینال یا نوار / خوانندگان کارت نصب می‌شوند. این رایانه‌ها، مانند رایانه‌های بزرگ (و بر خلاف اکثر رایانه‌های شخصی) اند، اما نیاز به فضای کمتر و قدرت الکتریکی آن‌ها به اندازه یک سیستم عامل معمولی است. اصطلاح معاصری که برای برای مینی رایانه‌ها استفاده می‌شود، رایانه متوسط است. مانند سیستم‌های پایه SPARC , POWER و Itanium از شرکت اوراکل، آی بی ام و هیولت پاکارد، و اندازه آن در حال حاضر به‌طور معمول کوچکتر است، مانند برج کیس (به انگلیسی: Tower Case).

### رایانه‌های مرکزی
اصطلاح رایانه مرکزی به منظور تشخیص رایانه سنتی، بزرگ و نهادی بود که برای سرویس دهی چندین کاربر، دستگاه‌های کوچکتر و تک کاربر برای آن طراحی کرده بودند. این رایانه‌ها قادر به مدیریت و پردازش داده‌های بسیار زیادی از اطلاعات با سرعت بالا هستند. رایانه‌های مرکزی در موسسات بزرگ مانند دولت، بانک‌ها و شرکت‌های بزرگ استفاده می‌شود. آن‌ها بر اساس MIPS اندازه‌گیری می‌شوند (یک میلیون دستورالعمل در ثانیه) و می‌توانند به صدها میلیون کاربر در یک زمان پاسخ دهند.

### ابر رایانه‌ها
یک ابررایانه در انجام وظایفی که محاسبات عددی شدید دارند متمرکز شده‌است. این وظایف شامل پیش‌بینی آب و هوا، پویایی مایع، شبیه‌سازی هسته ای، فیزیک نظری، و محاسبات پیچیده علمی می‌شوند. یک ابررایانه، رایانه ای است که در خط مقدم ظرفیت پردازش فعلی، به ویژه سرعت محاسبه قرار دارد. اصطلاح «ابر کامپیوتر» خود بیشتر مایع(به انگلیسی: Fluid) است. سرعت سوپر کامپوترهای امروزی نشان دهندهٔ تمایل زیاد به تبدیل شدن به رایانه‌های معمولی فردا است. سرعت پردازش سوپر رایانه در مقیاس‌های اعشاری است و در مقیاس «هر ثانیه یک عملیات» (یا به‌طور کلی FLOPS) اندازه‌گیری می‌شود. یک مثال از عملیات در مقیاس اعشاری محاسبه معادلات ریاضی با اعداد واقعی است. از لحاظ قابلیت محاسباتی، اندازهٔ حافظه و سرعت، تکنولوژی I / O و مسائل مربوط به توپولوژی مانند پهنای باند و زمان انتظار (تأخیر)، ابر رایانه‌ها قدرتمندترین هستند. البته بسیار گران هستند ولی صرفاً هم برای انجام پردازش های دسته ای یا معامله‌ها نیست.

## رده بندیها بر اساس عملکرد رایانه ها

### سرورها
سرور معمولاً به رایانه ای اشاره می‌کند که به ارائه یک یا چند سرویس اختصاص یافته‌است. به عنوان مثال، یک رایانه اختصاص داده شده به یک پایگاه داده ممکن است یک «سرور پایگاه داده» نامیده شود. "سرورهای فایل " یک مجموعه بزرگ از فایل‌های کامپیوتری را مدیریت می‌کنند. " سرور وب "، صفحات وب و برنامه‌های وب را پردازش می‌کند. بسیاری از سرورهای کوچکتر در واقع رایانه‌های شخصی هستند که برای ارائه خدمات به رایانه‌های دیگر اختصاص داده شده‌اند. از یک سرور انتظار می‌رود که قابل اطمینان باشد (معیار قابل اعتماد بودن این است که خطای تصحیح RAM، خنک کردن بیش از حد، خود نظارت داشتن و RAID را به کاربر اطلاع بدهد.) و برای چندین سال اجرا، و دادن راهکارهای مفید در صورت بروز خطا نیز مناسب باشد. برای امنیت حتی بیشتر، سرور ممکن است میرور (به انگلیسی: Mirror) شود.

#### سرورهای ترمینال
سرورهای ترمینال جلسات رابط گرافیکی(به انگلیسی: GUI) را فراهم می‌کنند که می‌تواند توسط رایانه‌های شخصی که بعضی اوقات مانند یک کنترل از راه دور کار می‌کنند استفاده شود. فقط خروجی صفحه (و صوتی) در سرویس گیرنده نمایش داده می‌شود. برنامه‌های کاربردی GUI بر روی سرور اجرا می‌شوند، داده‌ها (مانند فایل‌ها) در یک شبکه ذخیره می‌شوند و در نتیجه از بروز مشکلات، آسیب دیدن یا دزدیده شدن رایانه مشتری پیشگیری می‌کند.

#### ماشین‌های مجازی
یک سرور ممکن است چندین ماشین مجازی (VM) را برای فعالیت‌های مختلف اجرا کند و همان محیط را برای هر VM عرضه کند به‌طوری که انگار در سخت‌افزار اختصاصی اجرا می‌شود؛ بنابراین سیستم عامل‌های مختلف (OS) می‌توانند همزمان اجرا شوند. این رویکرد تکنولوژیک نیاز به پشتیبانی سخت‌افزاری خاص برای مفید بودن دارد و برای اولین بار دامنهٔ رایانه‌ها و دیگر رایانه‌های بزرگ بود. امروزه اکثر رایانه‌های شخصی برای این کار مجهز هستند، اما برای عملیات درازمدت یا سیستم‌های بحرانی، سخت‌افزار سرور اختصاصی نیز ممکن است مورد نیاز باشد. یکی دیگر از رویکردها این است که VMها را در سطح سیستم عامل قرار دهند، بنابراین همه VMها بر روی یک سیستم OS مشابه (یا تجسم) اجرا می‌شوند، اما اساساً جدا شده‌اند تا با یکدیگر درگیر نشوند.

### ایستگاه‌های کاری
ایستگاه‌های کاری رایانه‌هایی هستند که در نظر گرفته شده‌اند برای خدمت به یک کاربر و حاوی پیشرفت‌های سخت‌افزاری خاص بر روی یک رایانه شخصی نیست. تا اواسط دهه ۹۰ رایانه‌های شخصی به قابلیت پردازش مینی رایانه‌ها و ایستگاه‌های کاری دسترسی پیدا کردند و توانایی آن‌ها به آن حد رسید. همچنین، با انتشار سیستم‌های چند منظوره مانند OS / 2، ویندوز NT و لینوکس، سیستم عامل‌های رایانه‌های شخصی می‌تواند کار این دسته از ماشین‌ها را انجام دهد. امروز، این اصطلاح برای توصیف رایانه‌های رومیزی با سخت‌افزار و کارایی بالا استفاده می‌شود. چنین سخت‌افزار معمولاً در بازار حرفه ای، و نه در بازارهای علاقه‌مندان، (به عنوان مثال مادربردهای دو پردازنده، حافظه اصلاح خطا، کارت‌های گرافیکی حرفه ای) هدف قرار می‌گیرد.

### لوازم اطلاعاتی
لوازم اطلاعاتی رایانه‌هایی هستند که به‌طور خاص برای انجام یک کارکرد «کاربر پسند» خاص مانند پخش موسیقی، عکاسی یا ویرایش متن طراحی شده‌اند. این اصطلاح، بیشتر به تلفن همراه اختصاص داده می‌شود، هرچند دستگاه‌های قابل حمل و دستگاهای دسکتاپ این دسته نیز وجود دارد.

### رایانه‌های جاسازی شده
رایانه‌های جاسازی شده رایانه‌هایی هستند که بخشی از یک دستگاه هستند. رایانه‌های جاسازی شده عموماً یک برنامه را اجرا می‌کنند که در حافظه غیرقابل ذخیره نگهداری می‌شود و فقط برای یک ماشین یا دستگاه خاص کار می‌کند. رایانه‌های جاسازی شده بسیار رایج هستند. اکثریت آن‌ها میکروکنترلرها هستند. رایانه‌های جاسازی شده معمولاً برای عملکرد بدون توقف و پیوسته، بدون بازنشانی یا راه اندازی مجدد هستند، و هنگامی که در وظایفشان کار می‌کنند، نرم‌افزار معمولاً نمی‌تواند اصلاح شود. یک خودرو ممکن است شامل تعدادی از رایانه‌های جاسازی شده باشد؛ با این حال، یک ماشین لباسشویی یا پخش دی وی دی شامل تنها یک میکروکنترلر است. رایانه‌های جاسازی شده برای پاسخگویی به الزامات یکسری برنامه خاص انتخاب شده‌اند و اکثر آن‌ها ارزانتر از CPUهایی هستند که در رایانه شخصی یافت می‌شود.

## رده بندی از نقطه نظر کاربرد و عملکرد

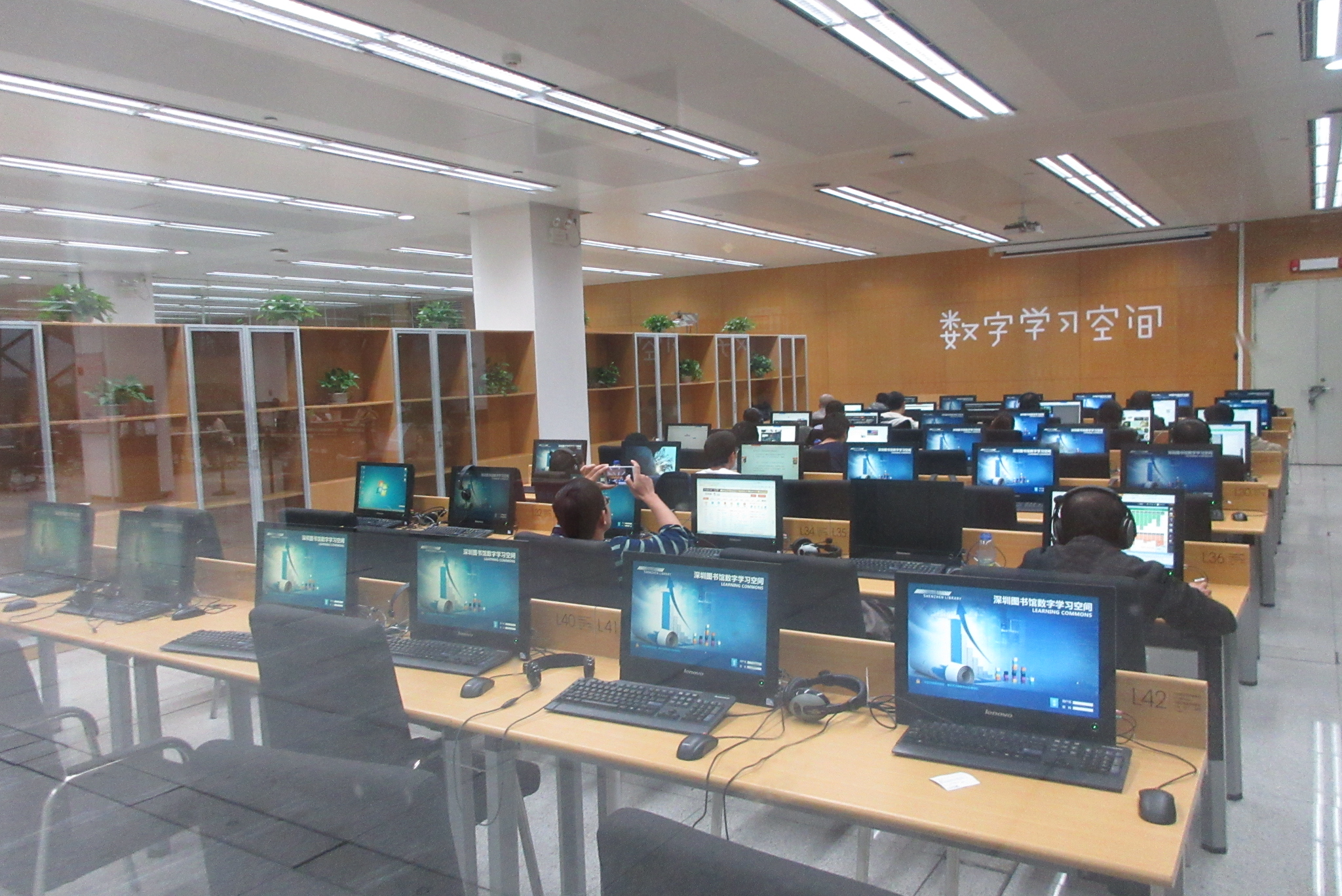
رایانه‌ها در یک کتابخانه برای استفاده عمومی

### رایانه عمومی
رایانه‌های عمومی برای استفاده عموم، احتمالاً به عنوان یک کیوسک همگانی اینترتی هستند. مکان‌های بسیاری وجود دارد که می‌توان از آن‌ها استفاده کرد، مانند کافینت‌ها، مدارس و کتابخانه‌ها.
آن‌ها به‌طور معمول فایروال شده اند (به انگلیسی: Firewalled) و تنها محدود به اجرای نرم‌افزارهای از پیش نصب شده هستند. سیستم عامل آن برای تغییر دشوار است و / یا در یک سرور فایل قرار دارد. به عنوان مثال، ماشین‌های "کلاینت نازک " در موسسات آموزشی ممکن است بین کلاس‌ها به حالت اصلی خود برود (به انگلیسی: Rebooted) و یا ریست(به انگلیسی: Reset) شود. انتظار نمی‌رود رایانه‌های عمومی داده‌های شخصی را نگه دارند.

### رایانه شخصی
یک رایانه شخصی دارای تنها یک کاربر است که ممکن است آن کاربر همان صاحب آن باشد (اگرچه این اصطلاح نیز به این معنی است که هر سخت‌افزار کامپیوتری تقریباً مانند رایانه اصلی آی بی ام، صرف نظر از نحوه استفاده از آن است). این کاربر اغلب ممکن است از تمام منابع سخت‌افزاری استفاده کند و دسترسی کاملی به هر بخش از رایانه داشته باشد و حق دارد که نرم‌افزاری را نصب یا حذف کند. رایانه‌های شخصی معمولاً فایل‌های شخصی را ذخیره می‌کنند و اغلب مالک / کاربر مسئول تعمیر و نگهداری روزمره مانند حذف فایل‌های ناخواسته و اسکن ویروس است. برخی از رایانه‌ها در یک محیط تجاری برای یک کاربر استفاده می‌شوند، اما همچنین توسط کارکنان با پروتکل‌ها برای اطمینان از کارکرد مناسب نگهداری می‌شود.

### رایانه مشترک
رایانه‌های مشترک رایانه‌هایی هستند که ممکن است افراد مختلف در زمان‌های مختلف وارد سیستم آن شوند؛ بر خلاف رایانه‌های عمومی، آن‌ها دارای نام کاربری و گذرواژه هستند که در زمان طولانی به افراد اختصاص داده می‌شود و می‌توانند فایل‌هایی اختصاصی ببینند و تنظیمات رایانه با حساب خاص خودشان تنظیم کنند. اغلب، فایل‌های داده‌ای مهم در یک سرور فایل مرکزی قرار می‌گیرند، بنابراین یک شخص می‌تواند وارد رایانه‌های مختلف شود و هنوز هم فایل‌های مشابه را ببیند. رایانه (و یا ایستگاه کاری) ممکن است یک " کلاینت نازک " یا X ترمینال باشد، در غیر این صورت ممکن است دیسک خود را برای برخی یا همه فایل‌های سیستم داشته باشد، اما معمولاً باید برای عملکرد کامل، سیستم شبکه شود. چنین سیستمی به‌طور معمول نیاز به یک مدیر برای راه اندازی و نگهداری سخت‌افزار و نرم‌افزار دارد.

### رایانه نمایش
رایانه‌هایی که فقط برای نمایش موارد انتخاب شده (معمولاً صوتی و تصویری یا نمایش اسلایدهای ساده) استفاده می‌شوند. در فروشگاه‌ها، جلسه‌ها یا نمایشگاه‌های تجاری از آن‌ها استفاده می‌شود. این رایانه‌ها نسبت به استفاده ای که از آن‌ها می‌شود از قابلیت‌های بیشتری برخوردار هستند؛ آن‌ها معمولاً دارای وای-فای هستند بنابراین قادر به دسترسی به اینترنت هستند، اما به ندرت firewall می‌شوند. (اما دسترسی به پورت آن محدود است یا به روشی مانیتور شده). چنین رایانه ای به عنوان لوازم خانگی مورد استفاده و نگهداری قرار می‌گیرد و معمولاً به عنوان نگهداری فایل‌های مهم استفاده نمی‌شود.

## رده بندی شده براساس نسل فناوری رایانه ها
- -رایانه‌های نسل اول از لوله‌های خلاء مانند 6J6[۱] یا لوله‌هایی که به‌طور مخصوص طراحی شده یا حتی به صورت مکانیکی تنظیم شده‌استفاده می‌کرد که نسبتا هم کند بودند، انرژی خیلی زیادی مصرف می‌کردند. اولین کامپیوتر‌ها در برنامه‌ریزی کمتر انعطاف‌پذیر بودند.
- -رایانه‌های نسل دوم از ترانزیستورهای گسسته استفاده می‌کردند و به همین دلیل کوچکتر بودند و انرژی کمتری مصرف می‌کردند.
- -رایانه نسل سوم از مدارهای مجتمع استفاده می‌کند، تفاوت اصلی از نظر سخت‌افزار در رایانه 1960s و امروزی چگال بودن ترانزیستورها در هر IC است. (شروع با مقیاس کوچک مجتمع از تراشه مانند منطق ترانزیستور (TTL) SN7400 دروازه با ۲۰ ترانزیستور، از طریق یکپارچگی مقیاس متوسط و یکپارچگی مقیاس بزرگ برای ادغام بسیار بزرگ در مقیاس (VLSI) با بیش از ۱۰ میلیارد ترانزیستور در یک تراشه "IC".